# 中海环球号
中海环球号（英語：CSCL Globe），是中国海运（集团）总公司拥有的集装箱船，2014年交付投入运营后成为当时世界上最大的集装箱船。
2013年，中海集運向韩国现代船厂订造5艘19100TEU型集装箱船舶。“中海环球”号是这5艘中的首制船。2014年1月20日，韩国现代船厂正式开工建造该船。2014年11月18日，中国海运（集团）总公司、韩国现代重工集团在韩国蔚山举办新船命名暨交船仪式，“中海环球”号交付并投入运营。
“中海环球”号全长400米，宽度将近60米，船体比4个标准足球场还大。与普通1万箱级集装箱船比较，该船节省油耗约20%。该船一次可运送20英尺标准集装箱19100个。该船交付投入运营后，超过了此前世界上最大集装箱船马士基3E级18000TEU集装箱船（全长399米），成为新的世界最大集装箱船。
“中海环球”号的首航自中国上海开始，前往欧洲四国，于2015年1月7日到达英国英格兰萨福克郡的费利克斯托港，吸引了许多当地人围观。在英国停留一天后，该船将继续前往荷兰鹿特丹、德国汉堡、比利时。
這艘船在剛開始交付營運時中國遠洋海運並未成立，因此船隻還是歸中海集運所有，直到2016年中國遠洋海運成立後，旗下船隻便開始將其原先的舊塗裝陸續更改成深藍的全新塗裝，

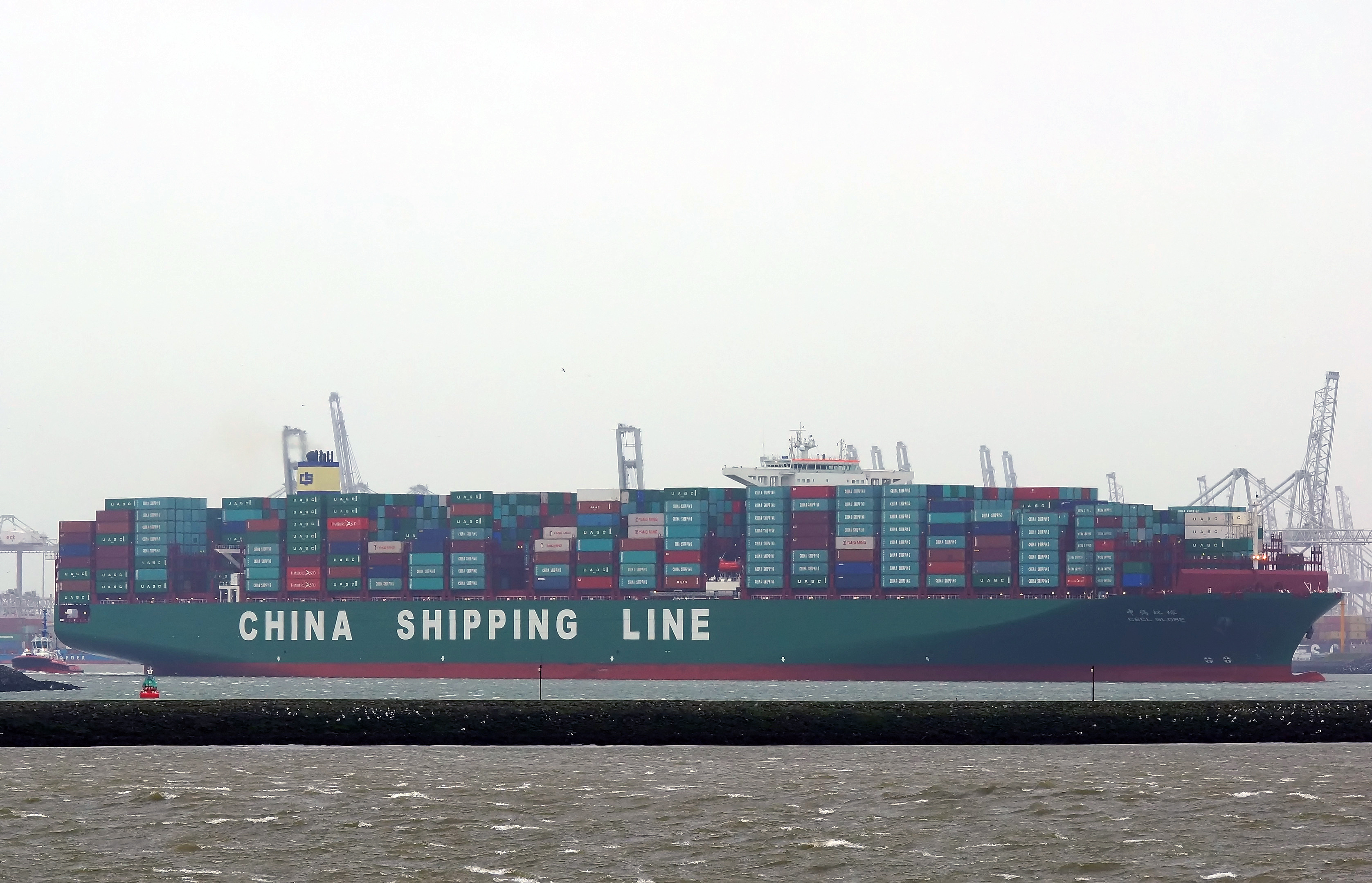
舊塗裝

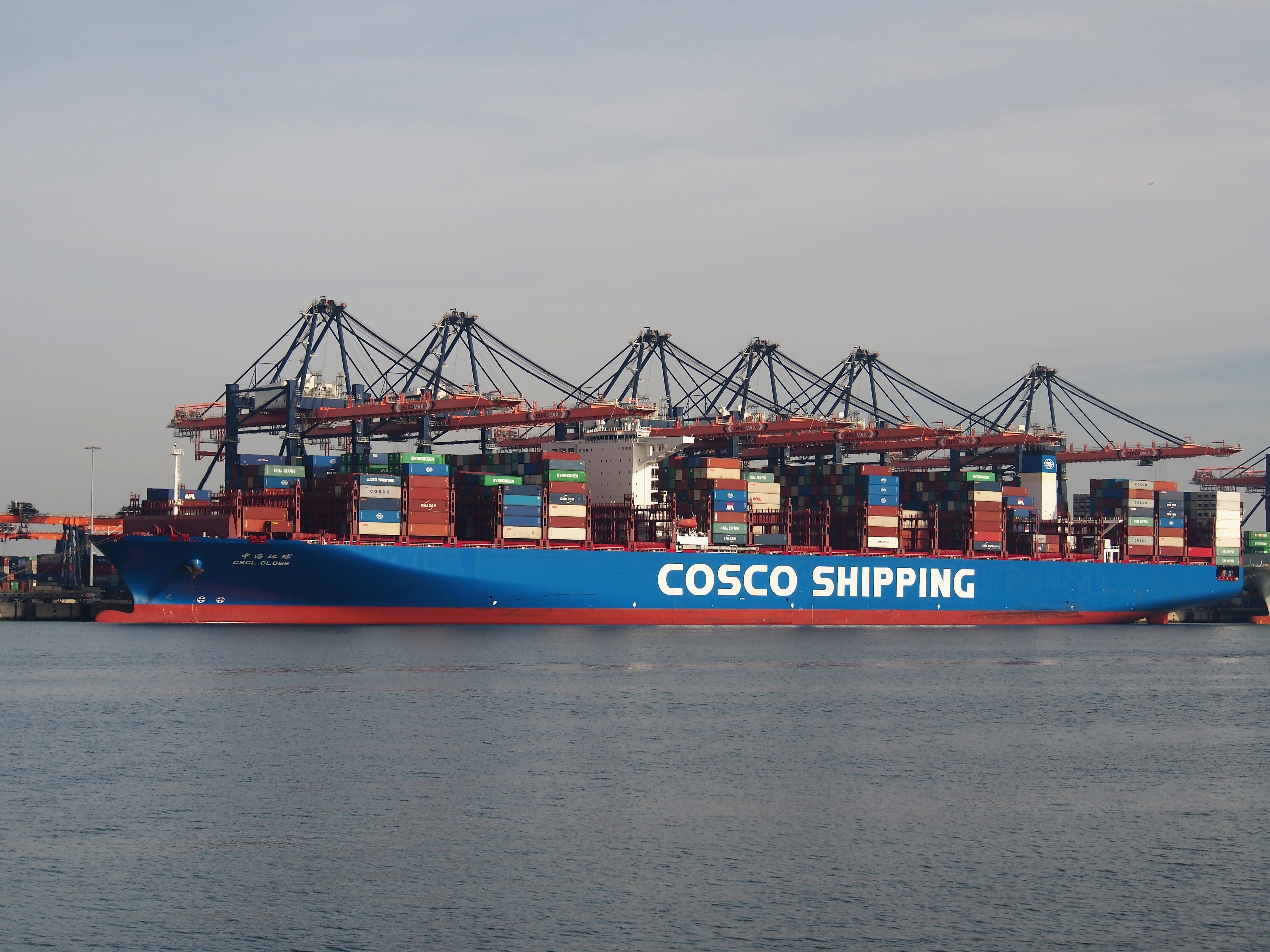
新塗裝